# アイマク
アイマク（モンゴル語: Аймаг,  [æːmɑ̆ɡ̊]）は、元来はモンゴル語で遊牧地を共有する遊牧民の共同体を意味し、これが近現代のモンゴル国や、中華人民共和国・内モンゴル自治区（内蒙古自治区）の行政区画の呼称にまで引き継がれている。内陸ユーラシアの遊牧民を広域統合することに成功したモンゴル帝国やその皇帝直轄政権である大元ウルス・北元では、チンギス家王侯や勲臣諸侯に配下として分与された遊牧共同体を指す制度用語となり、さらに定住農耕地の征服地において彼らに与えられた所領にもこの語は適用された。このモンゴル帝国の制度用語としてのアイマクには漢文では投下という語が当てられた。さらに大清国（ダイチン・グルン）に北元が併合されると、アイマクは「旗」として再編された統治単位をいくつか統合した単位に適用され（盟旗制度）、これが近現代の行政単位へとつながっている。

## モンゴル国
モンゴル国におけるアイマクは第1級の行政区画で、現在21のアイマクが存在する。首都のウランバートルはいずれのアイマクにも含まれず独立市として統治されている。
清の時代、外蒙古（ハルハ）は4つのアイマク（セツェン・ハーン, トゥシェート・ハーン, サイン・ノヨン・ハーン、ザサグト・ハーン）で構成されていた。さらに各アイマクは旗（モンゴル語でkhoshuu）に分割されていた。各アイマクは地方王侯・諸侯の率いる遊牧民共同体の集合体で、通常は盟（モンゴル語でchuulga）と呼ばれていた。この統治構成は1930年まで続けられ、その後現在の構成（より規模の小さなアイマクを設け、その下位にソムを置いた構成）が導入された。

## 中国・内モンゴル自治区
中華人民共和国の内モンゴル自治区におけるアイマクは、通常地元では中国語で盟（拼音: méng）と訳されている県レベルの行政区画で、内モンゴルから見ると第1級、中国全体から見ると第2級の行政区画である。現在内モンゴルには3つのアイマク（シリンゴル盟、ヒンガン盟、アルシャー盟）が存在する。内モンゴルの各アイマクはさらに旗（モンゴル語でkhoshuu）に、旗はさらにソム（中国語で苏木）に分割されている。
清の時代、内モンゴルは地方王侯・諸侯の率いる遊牧民の共同体の集合体（モンゴル語でchuulga、中国語で盟）が6つ存在した。1949年以降、モンゴル国を除きこの構成はおおむね継承されたが、名称はchuulgaからアイマクに変更され、数個のアイマクが追加された。1980年代始めに、大半のアイマクは地級市に再編された。